# Lijst van weg- en veldkruisen in Beesel
Dit is een onvolledige lijst van weg- en veldkruisen in de gemeente Beesel. Onder kruisen wordt verstaan: alle weg-, veld- en hagelkruisen ed. De kruisen op kerkhoven of op gevels en daken van gebouwen zijn buiten beschouwing gelaten.
Bij enkele kruisen staat het huisnummer aangegeven van de woning die erbij ligt.
| Adres                                   | Plaats | Plaatsingsjaar | Soort kruis | Extra informatie | Foto |
| --------------------------------------- | ------ | -------------- | ----------- | ---------------- | ---- |
| Berkenhutweg-Burgemeester Janssenstraat | Beesel |                |             |                  |      |
| Hoogstraat (bij nr. 88)                 | Beesel |                |             |                  |      |
| Rijkel (bij nr. 32)                     | Beesel |                |             |                  |      |
| Sint Jorisstraat-Wittebergstraat        | Beesel |                |             |                  |      |
| Sint Antoniusstraat                     | Beesel |                |             |                  |      |
| Beeselseweg-Kesselseweg                 | Reuver |                |             |                  |      |
| Broeklaan-Offenbeekerweg                | Reuver |                |             |                  |      |
| Bergerhofweg-Rijksweg                   | Reuver |                |             |                  |      |
| Prinsendijk-Heidenheimseweg             | Reuver |                |             |                  |      |
| Prinsendijk-Muiterdijk                  | Reuver |                |             |                  |      |